# Snow volleyball
Le snow volleyball ou volley-ball sur neige est un sport d'équipe hivernal joué par deux équipes de trois joueurs sur un terrain enneigé divisé par un filet. L'objectif de chaque équipe est de marquer des points en envoyant une balle par-dessus le filet afin de la faire tomber sur le terrain adverse, et d'empêcher le même effort de l'adversaire. Une équipe peut effectuer jusqu'à trois touches pour renvoyer le ballon à travers le filet, et aucun joueur ne peut pas toucher le ballon deux fois de suite.
Ce sport est né en Autriche en tant que variante du beach-volley ; une compétition locale de volley-ball sur neige y est créée en 2009. Le sport est reconnu par la Confédération européenne de volley-ball (CEV) en 2015, et l'année suivante voit la première compétition européenne de volley-ball sur neige CEV, suivie de la première compétition mondiale de volley-ball sur neige de la Fédération internationale de volley-ball (FIVB) en 2019. La FIVB est l'instance dirigeante internationale du sport.

## Histoire
Le volley-ball se joue sur neige depuis des décennies, en particulier dans des pays comme la Russie, l'Autriche et la Suisse, même sans règles spécifiquement codifiées, mais simplement comme une variante du jeu de volley-ball sur neige. Des compétitions non officielles de snow volley ont eu lieu en Autriche et en Suisse à la fin des années 1990, avant que l'idée ne resurgisse en 2008, à l'initiative de Martin Kaswurm, un promoteur local. Le sport a gagné en popularité à Wagrain, en Autriche, en 2008, et le premier de Snow Volleyball Tour a été mis en place l'année suivante. Il a été reconnu comme sport officiel par l'Association autrichienne de volleyball en 2011. Se déroulant initialement dans toute l'Autriche, le Tour s'est étendu pour inclure des arrêts dans d'autres pays européens d'ici 2013. La Confédération européenne de volley-ball (CEV) a officiellement ajouté le sport en octobre 2015 et a organisé la première tournée européenne de volley-ball sur neige CEV en 2016. Les premiers championnats européens de volley-ball sur neige CEV ont eu lieu en mars 2018 en Autriche. Une tournée européenne de volley-ball sur neige sous l'égide du CEV a eu lieu chaque année depuis lors, avec des événements organisés dans des pays aussi divers que l'Autriche, la République tchèque, la Géorgie, l'Italie, le Liechtenstein, la Russie, la Slovénie, la Suisse et la Turquie, tandis que les championnats nationaux se qualifiant pour les premiers championnats d'Europe ont été organisés par 17 fédérations nationales à l'hiver 2018. Selon Yahoo Sports, la Fédération internationale de volleyball et la Confédération européenne de volleyball ont recruté des olympiens de volleyball de plage de pays comme le Brésil, la Chine, la Corée du Sud et l'Autriche pour participer à un démonstration à l'"Austria House", où les athlètes ont enfilé des vêtements chauds, des gants et des crampons de football pour cogner, fixer et piquer sur un terrain enneigé.
Avec l'intention d'intégrer le volleyball sur neige au programme des futurs Jeux olympiques d'hiver,,, la FIVB et le CEV ont recruté d'anciens olympiens de volleyball de plage pour participer à une démonstration du sport aux Jeux olympiques d'hiver de 2018. Depuis lors, d'avantage d'efforts ont été déployés pour accroître la participation mondiale à ce sport. Lors du premier tournoi de la saison du circuit européen 2018-2019, des équipes des États-Unis, du Brésil et du Kazakhstan ont été invitées à concourir pour la première fois. Pendant ce temps, la première tournée mondiale de volley-ball sur neige de la FIVB a débuté en 2019, avec deux événements co-organisés par la FIVB et le CEV à Wagrain et Plan de Corones, suivis du premier événement extra-européen de ce type organisé à Bariloche, en Argentine. Des équipes de pays ayant peu de tradition dans les sports d'hiver comme le Brésil et l'Argentine ont pu remporter leurs premières médailles internationales dans n'importe quel sport de neige ou de glace grâce à l'introduction du Snow Volleyball World Tour.

## Règles

### Terrain et Equipements
Le volley-ball sur neige se joue sur un terrain de neige rectangulaire. Le terrain mesure 16 m de long et 8 m de large, entouré d'un espace dégagé d'au moins 2 m de large de tous les côtés. La neige doit être d'au moins 30 cm d'épaisseur et aussi nivelée que possible et exempte de dangers potentiels tels que des rochers qui pourraient blesser les joueurs. Le terrain est divisé en moitiés égales par un filet de 8,5 m de long et 1 m de large. Le haut du filet est à 2,43 m au-dessus du centre du terrain pour la compétition masculine et à 2,24 m pour la compétition féminine. Une antenne (ou mire) de 1,8 m de long et 10 mm de diamètre est fixée à chaque bord latéral du filet. Les antennes sont considérées comme faisant partie du filet et s'étendent à 80 cm au-dessus de celui-ci, formant les limites latérales à l'intérieur desquelles le ballon est autorisé à traverser.
Les règlements de la FIVB stipulent que le ballon doit être sphérique et fait d'un matériau flexible et résistant à l'eau, de sorte qu'il soit adapté aux conditions extérieures. Un ballon de volley-ball sur neige a une circonférence de 66 à 68 cm et un poids de 260 à 280 g.
Les joueurs portent des vêtements thermiques et des crampons pour assurer l'adhérence sur la neige.

### Équipes
Pendant longtemps, le Snow Volleyball s'est joué à deux contre deux comme le Beach Volleyball. Cela a changé en trois contre trois au début de la saison 2018/2019 dans le but de rendre le jeu plus attrayant et de faire durer les échanges plus longtemps. Une équipe est composée de trois titulaires et d'un remplaçant. Chaque équipe est autorisée à effectuer jusqu'à deux remplacements par set. L'entraînement pendant les matchs n'est pas autorisé.

### Pointage
Une équipe marque un point lorsque :
- le ballon atterrit sur le terrain de l'équipe adverse ;
- l'équipe adverse frappe le ballon "out" ;
- l'équipe adverse commet une faute ;
- l'équipe adverse reçoit une pénalité ;

L'équipe qui a remporté le point sert pour le point suivant. Le ballon est considéré comme « out » s'il :
- atterrit au sol complètement à l'extérieur des lignes de délimitation (un ballon est « in » si une partie quelconque de celui-ci touche une ligne de côté ou une ligne de fond ) ;
- touche un objet ou une personne (qui n'est pas un joueur) à l'extérieur du terrain ;
- touche les antennes du filet ;
- ne franchit pas les limites latérales du filet (à l'intérieur des antennes) pendant le service ou lors du troisième contact d'une équipe ;
- passe complètement sous le filet.

Un set est remporté par la première équipe à atteindre 15 points avec un avantage de deux points. Un match est remporté par la première équipe à remporter deux sets.

### Les différences avec le beach volley
Originaire d'une variante du volleyball de plage, les règles du volleyball sur neige sont similaires à celles du jeu de plage. Outre la surface de jeu, les principales différences entre le snow et le beach volley sont le système de pointage et le nombre de joueurs. Comme dans la version plage, les matchs étaient à l'origine au meilleur des 3 sets joués à 21 points, avec deux joueurs dans une équipe. En décembre 2018, la FIVB a approuvé de nouvelles règles pour le volleyball sur neige qui ont changé le système de notation en un meilleur des 3 sets joués à 15 points, et le nombre de joueurs à trois titulaires et un remplaçant dans une équipe. Une autre différence est que, contrairement au beach-volley, un bloc de touche ne compte pas comme l'une des trois touches autorisées, et tout joueur peut effectuer la touche suivante après le bloc.

#### Équipements et Tenues vestimentaire
À l'heure actuelle, il n'y a pas de tenue obligatoire que les équipes doivent porter. Les sous-vêtements thermiques sont fréquemment portés par les joueurs de Snow Volleyball. Les vêtements imperméables sont également très populaires. La neige est très glissante et difficile à déplacer donc les joueurs portent des crampons de football pour une meilleure adhérence. La Fédération Internationale de Volleyball permet aux joueurs de porter des bonnets, des lunettes de soleil et des gants pour assurer une protection et de la chaleur.

## Gameplay
Les équipes commencent de part et d'autre du filet. Une équipe est désignée pour commencer un set en servant, et l'équipe adverse est l'équipe qui reçoit. Un tirage au sort est effectué par l'arbitre avant les échauffements pour déterminer quelle équipe sert en premier et sur quels côtés du terrain les équipes commencent pour les deux premiers sets. Si un troisième set décisif est nécessaire, un autre tirage au sort sera effectué avant le troisième set. L'ordre de service décidé au tirage au sort avant qu'un set ne soit maintenu tout au long du set.
Pour chaque point, un joueur de l'équipe au service initie le service en lançant le ballon en l'air et en essayant de frapper le ballon pour qu'il passe au-dessus du filet sur un parcours tel qu'il atterrira dans le terrain de l'équipe adverse. L'équipe adverse doit utiliser une combinaison de pas plus de trois contacts avec le ballon pour renvoyer le ballon du côté adverse du filet, et les joueurs individuels ne peuvent pas toucher le ballon deux fois de suite. Les trois contacts consistent généralement d'abord en une bosse ou une passe, un deuxième en une passe afin que la trajectoire du ballon soit dirigée vers un endroit où il peut être frappé, et un troisième en un smash (saut, lever un bras au-dessus de la tête et frapper le ballon afin qu'il se déplace rapidement vers le sol sur le terrain de l'adversaire) ou tire pour renvoyer le ballon au-dessus du filet. L'équipe en possession du ballon qui essaie d'attaquer le ballon comme décrit est dite en attaque.
L'équipe en défense tente d'empêcher l'équipe attaquante de diriger le ballon dans son camp : le ou les joueurs au filet sautent et atteignent le haut du filet pour bloquer le ballon attaqué. Si le ballon est frappé autour, au-dessus ou à travers le contre, le(s) joueur(s) défensif(s) placé(s) derrière le(s) contreur(s) tente(nt) de contrôler le ballon avec une récupération (généralement une passe de l'avant-bras). Après une fouille réussie, l'équipe passe à l'attaque.
Le jeu continue de cette manière, en effectuant des allers-retours, jusqu'à ce que le ballon touche le terrain à l'intérieur des limites ou jusqu'à ce qu'une faute soit commise.
Les équipes changent de côté du terrain tous les 5 points joués. Chaque équipe peut demander un temps mort de 30 secondes par set.